# Jean-Bédel Bokassa
Jean-Bédel Bokassa, também conhecido como Imperador Bokassa I e Salah Eddine Ahmed Bokassa (Bobangui, 22 de fevereiro de 1921 – Bangui, 3 de novembro de 1996), foi o segundo presidente da República Centro-Africana de 1 de Janeiro de 1966 até 4 de Dezembro de 1976 e auto-declarado Imperador da África Central (Empereur de Centrafrique, em francês) desde essa data até à sua deposição em 20 de Setembro de 1979.
Durante o período que esteve no poder, Bokassa serviu cerca de onze anos como presidente e três anos como Imperador autoproclamado da África Central, embora o país ainda fosse uma de facto ditadura militar. Seu regime imperial durou de 4 de dezembro de 1976 a 21 de setembro de 1979. Após sua derrubada, a República Centro-Africana foi restaurada sob seu antecessor, David Dacko. O título imperial autoproclamado de Bokassa não obteve reconhecimento diplomático internacional.
A reputação de Bokassa foi reabilitada postumamente pelo presidente François Bozizé em 2010, o que levou a um aumento em sua popularidade, apesar de seus crimes e extravagâncias serem bem conhecidos.

## Biografia
Jean Bokossa nasceu na África Equatorial Francesa, filho do chefe da sua vila. Alistou-se no exército colonial em 1939, aos 18 anos, e serviu com distinção na Segunda Guerra Mundial (lutando ao lado das Forças Livres Francesas) e na Primeira Guerra da Indochina, onde chegou a patente de capitão. Quando a África Equatorial ganhou sua independência, seu primo distante, David Dacko, assumiu a presidência e o convidou para chefiar as forças armadas. Em 1966, contudo, Bokossa liderou um golpe de estado e derrubou Dacko. Agora como presidente, passou a concentrar poderes extraordinários em suas mãos, governando o país como um ditador absoluto. Ele então começou um reinado de terror, silenciando a oposição e caçando oponentes. Mortes extrajudiciais, torturas, estupros e mutilações feitas por suas tropas tornaram-se notórios. Ao mesmo tempo, o país avançou sob sua liderança, com a economia apresentando melhoras e os serviços públicos sendo modernizados. Ainda assim, seu governo não conseguiu apoio internacional e sua postura autoritária fez surgir vários grupos dissidentes.

Estandarte Imperial usado por Bokassa.

Onze anos após assumir a presidência, Jean-Bédel Bokassa, ao estilo do seu ídolo Napoleão Bonaparte, se corou Imperador da África Central. Seu título completo era "Imperador da África Central pela vontade do povo centro-africano, unido dentro do partido político nacional", o MESAN. A cerimônia de coroação foi extravagante e incrivelmente cara, custando mais de US$ 20 milhões de dólares (valor da época, que representava quase um-terço do orçamento do Estado), algo que ajudou a levar a nação à beira da falência. Somente sua coroa custou perto de US$ 5 milhões. Apesar de ter proclamado o país como uma monarquia constitucional, ele reteve todos os poderes ditatoriais e expandiu a repressão política. Afirmou que a transição para o Império era para distinguir o país do resto do continente africano. Nenhum líder mundial, apesar dos convites, compareceu a sua coroação. A imprensa internacional fez chacota a respeito do ditador, afirmando que ele estava ficando maluco.
Com o país ficando cada vez mais isolado diplomaticamente, o reinado de terror foi expandido. Toda voz dissidente era brutalmente silenciada. Um dos seus crimes mais notórios aconteceu em 1979, quando mandou prender centenas de jovens estudantes quando estes se recusaram a comprar uniformes escolares feitos na empresa chefiada por uma de suas esposas. É reportado que Bokassa pessoalmente supervisionou o assassinato de pelo menos 100 estudantes pelas mãos da sua guarda imperial.
Seu reinado acabou em setembro de 1979 quando o exército francês, apoiado por grupos dissidentes locais, invadiu a África Central e o depôs, forçando-o ao exílio. No total, foram treze anos como ditador absoluto de sua nação (sendo os últimos três como imperador). O país de fato se modernizou sob sua liderança, mas má gestão econômica, corrupção e a forte repressão política acabaram se tornando a marca do seu governo. Quando deixou o poder, sua nação estava a beira do colapso financeiro e social.
Após a deposição, Bokassa foi para a Costa do Marfim e, posteriormente, viveu exilado em Paris. Foi condenado à morte in absentia em dezembro de 1980, porém voltou de seu exílio na França em 24 de outubro de 1986, sendo preso e julgado por traição, assassinato, canibalismo e apropriação indébita de fundos estatais. Foi condenado novamente à morte em 12 de junho de 1987, mas a sentença foi comutada para prisão perpétua em fevereiro de 1988, e reduzida posteriormente para vinte anos.
Com o retorno da democracia em 1993, o presidente André Kolingba declarou uma anistia geral a todos os presos, em um de seus últimos atos como presidente, e Bokassa foi libertado em 1 de agosto daquele ano.
Bokassa teve 17 esposas e mais de 50 filhos. Morreu vítima de ataque cardíaco, aos 75 anos. Entrou para a história como um dos ditadores mais excêntricos e cruéis da África.